# Leuwibatu
Leuwibatu is een bestuurslaag in het regentschap Bogor van de provincie West-Java, Indonesië. Leuwibatu telt 9388 inwoners (volkstelling 2010).